# (13558) 1992 PR6
1992 بي أر 6 (ويعرف أيضًا باسم (13558) 1992 بي أر 6 وفق تسمية الكوكب الصغير) (بالإنجليزية: 1992 PR6)‏ هو كويكب ضمن حزام الكويكبات؛ وترتيبه 13558 من حيث الاكتشاف.
اكتُشف هذا الجُرم الفلكي بواسطة Álvaro López-García ‏ في 5 أغسطس 1992.

## وصلات خارجية
- (13558) 1992 PR6 في قاعدة بيانات مختبر الدفع النفاث لأجرام النظام الشمسي الصغيرة

- الاكتشاف · مخطط المدار ·  العناصر المدارية · المعلمات المادية

- (13558) 1992 PR6 على موقع ويكي سكاي: DSS2, SDSS, GALEX, IRAS, Hydrogen α, X-Ray, Astrophoto, Sky Map, Articles and images